# Lolek und Bolek

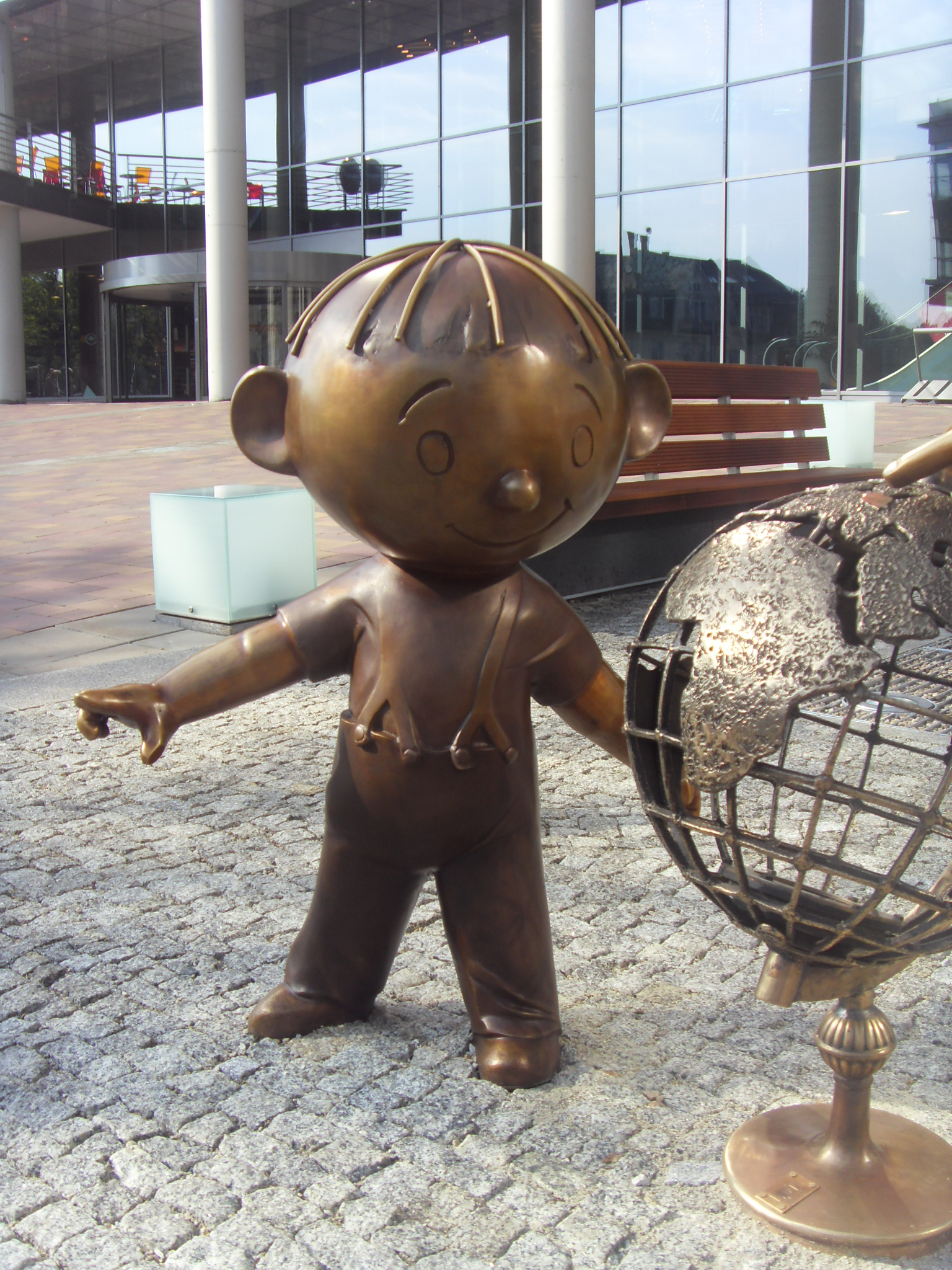
Lolek

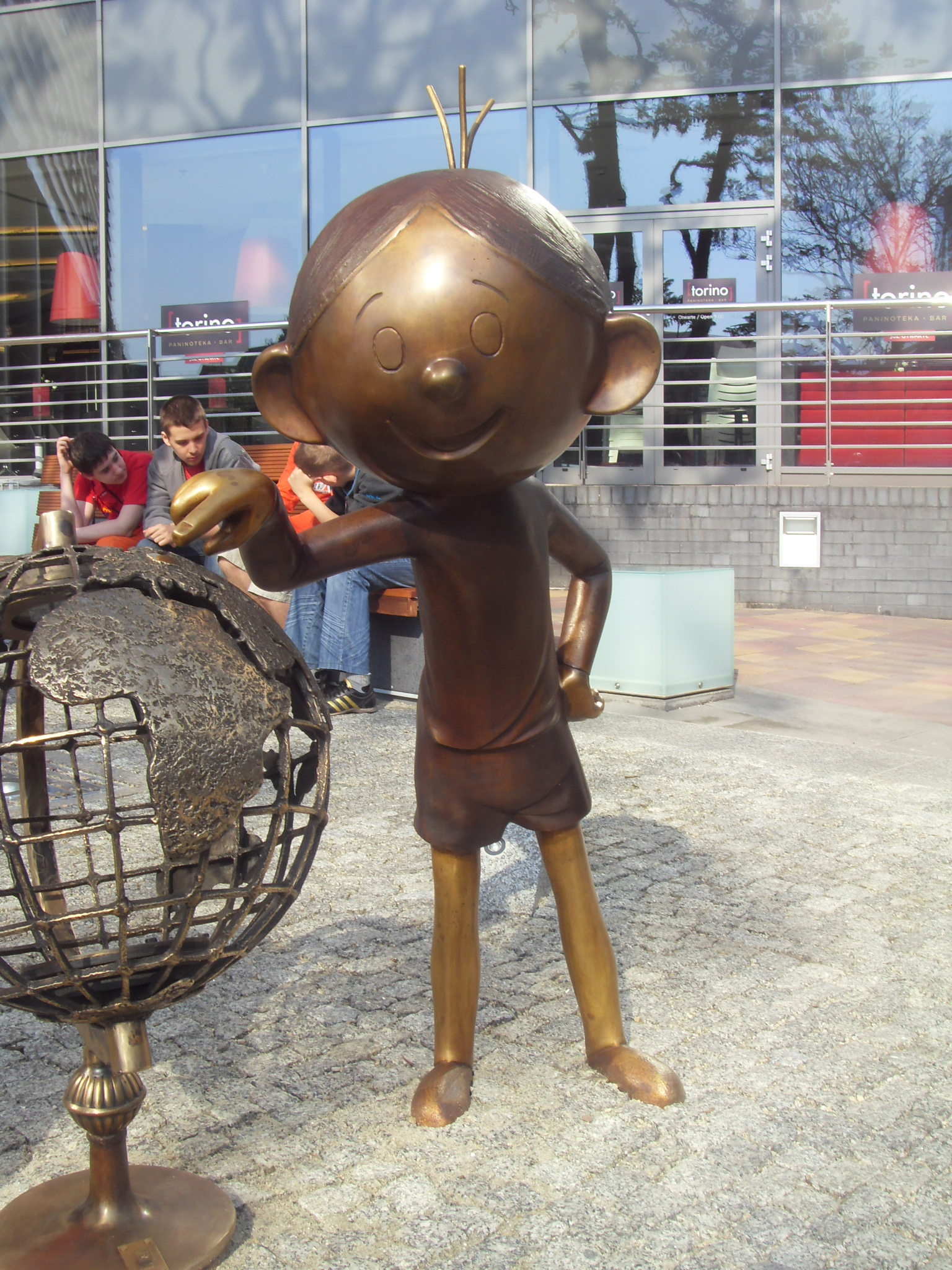
Bolek

Lolek und Bolek (im polnischen Original Bolek i Lolek) ist der Name einer polnischen Comicserie und mehrerer Zeichentrickfilme, deren Hauptfiguren dabei in vielen deutschen sowie anderssprachigen Titeln (z. B. denen der Comic-Hefte) oft auch in ihrer ursprünglichen Reihenfolge Bolek und Lolek genannt werden, im Englischen außerdem „Jym and Jam“ oder „Bennie and Lennie“.

## Geschichte
Protagonisten sind die beiden Brüder Bolek (der größere) und Lolek (der kleinere), die Leszek Lorek (1922–1977), Alfred Ledwig (1929–2006) und Władysław Nehrebecki (1923–1978) im Jahre 1962 als Beitrag zu einer Ausschreibung schufen und 1963 per Vertrag an das polnische Trickfilmstudio Studio Filmów Rysunkowych in Bielsko-Biała lizenzierten. Zu Berühmtheit gelangten Lolek und Bolek durch eine langlebige Trickfilmserie, die 1964 mit dem preisgekrönten Kurzfilm Die Armbrust begann. So hatten die beiden bis 1986 ihren Auftritt in über 150 Kurzfilmen. 1973 wurde das Duo auf Wunsch der Zuschauerinnen um eine weitere, diesmal weibliche Figur namens Tola ergänzt, die erstmals in der gleichnamigen Folge „Tola“ und danach noch in insgesamt 29 weiteren Folgen auftrat. Die Filme entstanden überwiegend unter der Regie von Władysław Nehrebecki, dem Leiter des Studios, häufig nach Drehbüchern von Leszek Mech.
Nachdem der Lizenzvertrag 1973 nicht mehr erneuert wurde, produzierte das Studio ohne Genehmigung des Schöpfers oder entsprechende Kompensation weitere Filme, darunter die beiden abendfüllenden Zeichentrickfilme „Die große Reise von Bolek und Lolek“ von 1977 und „Bolek und Lolek im Wilden Westen“ von 1986, die sich auch im Ausland großer Beliebtheit erfreuten. Mittlerweile gibt es davon diverse deutsche und polnische DVD-Editionen, während hinter den Kulissen seit nunmehr 30 Jahren ein inzwischen bis zum Europäischen Gerichtshof vorgedrungener Rechtsstreit zwischen dem zuletzt in Leverkusen lebenden Alfred Ledwig, den Erben von Nehrebecki, dem Trickfilm-Studio sowie der Republik Polen, die die Figuren als nationales Kulturgut betrachtet, tobt.
Die Geschichten erfreuten sich auch in der DDR großer Beliebtheit. Hier erschienen dazu seit Mitte der 1970er Jahre im sorbischen Domowina-Verlag in Bautzen zehn bebilderte, großformatige, je 16-seitige Hefte („Die goldene Stadt der Inkas“, „Der Orinoko“, „In den Wäldern Kanadas“, „Bisonjäger“, „Die Tiere der Serengeti“, „Das Grab des Pharao“, „In der Wüste Gobi“, „Yeti“, „Die Perlenfischer“ und „In den Steppen Australiens“), geschrieben von Władysław Nehrebecki und Leszek Mech und gezeichnet von Alfred Ledwig, die in den Folgejahren immer wieder neu aufgelegt wurden.

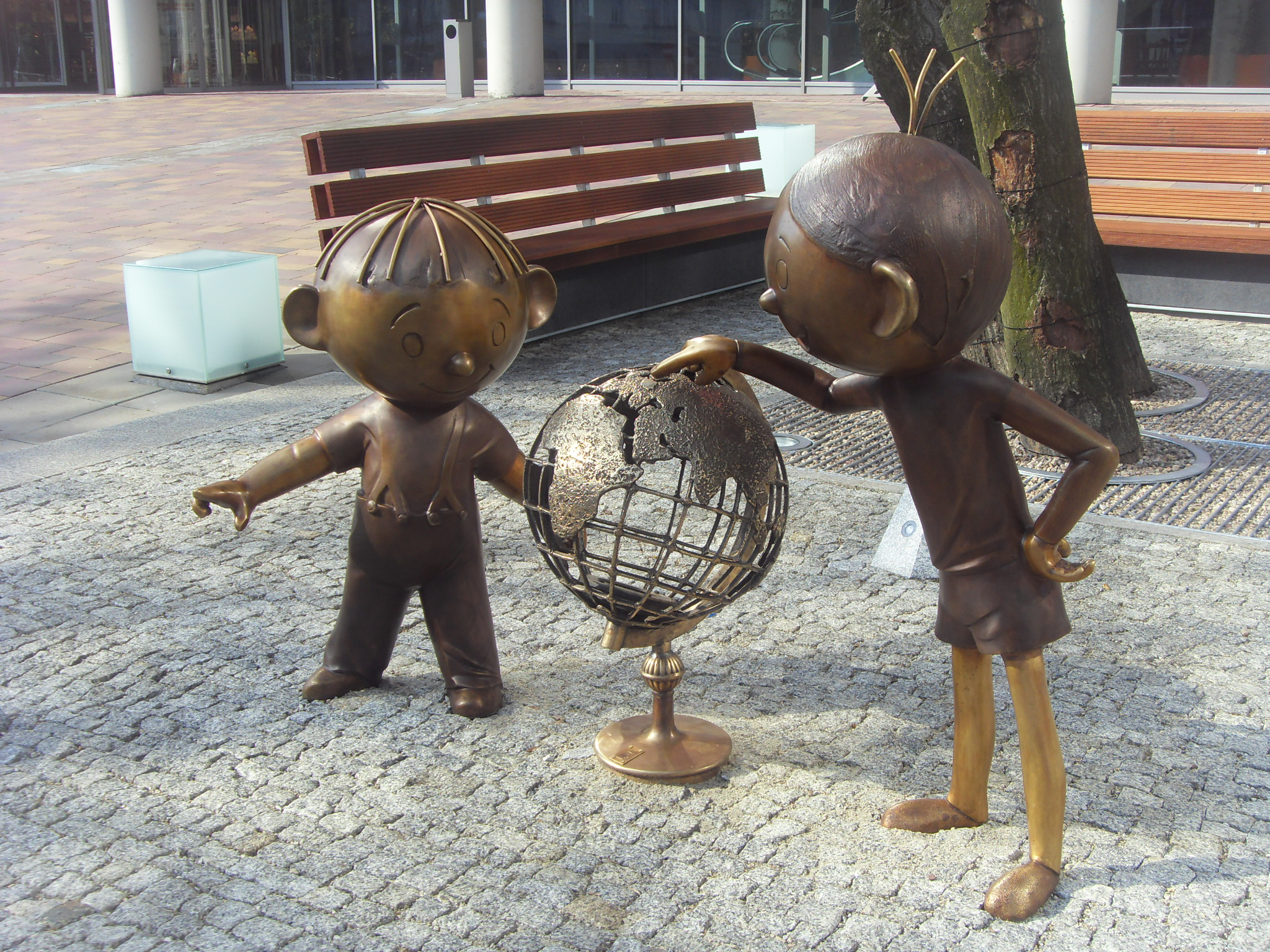
Bolek-und-Lolek-Denkmal in Bielsko-Biała

2011 wurde ein Bolek-und-Lolek-Denkmal aus Bronze von Roman Nehrebecki und Jan Nehrebecki, den beiden Söhnen des Regisseurs Władysław Nehrebecki, im Zentrum von Bielsko-Biała eingeweiht.

## Figuren
- Bolek – (gesprochen von Ewa Złotowska und Ilona Kuśmierska) – Loleks älterer Bruder.
- Lolek – (gesprochen von Danuta Mancewicz und Danuta Przesmycka) – Boleks jüngerer Bruder.
- Tola – Ein kleines Mädchen, das tief im Wald lebte. Tola ist ein Wildfang  und hat eher jungenhafte Züge. Sie hat orange Haare mit Rattenschwänzchen. Sie trägt ein weißes Hemd, ein ärmelloses blaues Kleid, weiße Socken und schwarze Schuhe. Bei ihrem ersten Auftritt in der Folge "Tola" verlässt Tola den Wald, zieht zu Bolek und Loleks Haus und trifft sie zum ersten Mal. Laut der Episode "Zgubiony Ślad" lebt Tola in der Holzhütte im Wald.

## Filmographie

### Serien

#### Bolek i Lolek
- Lolek und Bolek (13 Episoden) – 1963–1964
- 01. Kusza – Die Armbrust
- 02. Yeti – Der Yeti
- 03. Dzielni Kowboje – Tapfere Cowboys
- 04. Skrzyżowane Szpady – Die gekreuzten Degen
- 05. Pogromca Zwierząt – Der Tierbändiger
- 06. Corrida – Der Stierkampf
- 07. Indiańskie Trofeum – Indianische Trophäe
- 08. Kosmonauci – Die Raumfahrer
- 09. Król Puszczy – Der König des Urwalds
- 10. Robinson – Robinson
- 11. Poławiacze Skarbów – Die Schatztaucher
- 12. Sportowcy – Die Sportler
- 13. Dwaj Rycerze – Zwei Ritter

#### Bolek i Lolek na wakacjach
– Lolek und Bolek in den Sommerferien (13 Episoden) – 1965–1966
- 01. Lunapark – Der Freizeitpark
- 02. Grzybobranie – Die Pilzsuche
- 03. Strzelba i Wędka – Flinte und Angel
- 04. Fałszywy Dziadek – Der falsche Opa
- 05. Zabawa w Rycerza – Ritterspiele
- 06. Na Biwaku – Beim Zelten
- 07. Pierwszy Dzień Wakacji – Der erste Ferientag
- 08. Kłusownik – Der Wilderer
- 09. Żyrafa – Die Giraffe
- 10. Przygoda w Pustyni – Das Abenteuer in der Wüste
- 11. Skarb – Der Schatz
- 12. Autostopowicze – Die Reise per Anhalter
- 13. Morska Przygoda – Das Seeabenteuer

#### Bolek i Lolek wyruszają w świat
– Lolek und Bolek reisen um die Welt (18 Episoden) – 1968–1970
- 01. W Stepach Australii – In den Steppen Australiens
- 02. Na Tropach Bengalskiego Tygrysa – Auf der Fährte des bengalischen Tigers
- 03. Na Wyspach Polinezji – Auf den Inseln von Polynesien
- 04. Złote Miasto Inków – Im Land der Inkas
- 05. Wyścig Do Bieguna – Wettlauf zum Pol
- 06. W Puszczach Kanady – Im Urwald Kanadas
- 07. Polowanie Na Goryla – Die Gorillajagd
- 08. Na Stokach Kilimandżaro – Auf den Hängen des Kilimandscharo
- 09. Olimpiada w Mexico – Die olympischen Spiele in Mexico
- 10. W Krainie 1001 Nocy – Im Lande von „Tausend und einer Nacht“
- 11. W Piaskach Gobi – Im Sand der Wüste Gobi
- 12. Gran Premio Argentyny – Gran Premio Argentina
- 13. Na Dzikim Zachodzie – Im Wilden Westen
- 14. Grobowiec Faraona – Das Pharaograbmal
- 15. Łowcy Bizonów – Die Büffeljäger
- 16. Nad Orinoko – Am Ufer des Orinokoflußes
- 17. Na Tropach Yeti – Auf Yetis Fährte
- 18. Przemytnik – Die Schmugglerjagd

#### Bajki Bolka i Lolka
– Lolek und Bolek im Märchenland (13 Episoden) – 1970–1971
- 01. Złota Rybka – Der goldene Fisch
- 02. Czerwony Kapturek – Rotkäppchen
- 03. Czarodziejskie Lustro – Der magische Spiegel
- 04. Tomcio Paluch – Liliputaner
- 05. Pantofelek Kopciuszka – Aschenputtels Hausschuh
- 06. Latający Kufer – Der fliegende Koffer
- 07. Brzydkie Kaczątko – Das hässliche Entlein
- 08. Lampa Aladyna – Alladins Wunderlampe
- 09. Uwięziona Królewna – Die gefangene Prinzessin
- 10. Smok – Der Drache
- 11. Baba Jaga – Baba Jaga
- 12. Królowa Śniegu – Die Schneekönigin
- 13. Zaklęty Zamek – Die merkwürdige Burg

#### Przygody Bolka i Lolka
– Die Abenteuer von Lolek und Bolek (63 Episoden) – 1972–1980
- 01. Chory Ząb – Ein kranker Zahn
- 02. Deszczowe Wakacje – Ein verregneter Feiertag
- 03. Psiaczek – Der Welpe
- 04. Tola – Tola
- 05. Biwak – Biwak
- 06. Wycieczka w Góry – Eine Reise in die Berge
- 07. Nad Jeziorem – Auf dem See
- 08. Kruk – Der Rabe
- 09. W Puszczy – In der Wildnis
- 10. Wycieczka Samochodem – Eine Autoreise
- 11. Sierpniowa Wędrówka – Ein Ausflug im August
- 12. Zimowe Igraszki – Winterfreuden
- 13. Zdobywcy Przestworzy – Die Eroberer des Raumes
- 14. Małpka – Der Affe
- 15. Zimowe Zawody – Winterspiele
- 16. Śniadanie Na Biwaku – Campingfrühstück
- 17. Imieniny Toli – Tolas Namenstag
- 18. Pali Się – Feuer
- 19. Tajemnica Toli – Tolas Geheimnis
- 20. Zielone Ścieżki – Grüne Pfade
- 21. Kanarek – Der Kanarienvogel
- 22. Podwodna Wycieczka – Eine Unterwassertour
- 23. Bieg Na Przełaj – Ein Rennen quer durch das Land
- 24. Wakacje Na Wsi – Ferien auf dem Land
- 25. Tresowany Piesek – Der geübte Hund
- 26. Przygoda Na Dwóch Kółkach – Abenteuer auf zwei Rädern
- 27. Na Żaglówce – Auf dem Segelboot
- 28. Zgubiony Ślad – Die verlorene Spur
- 29. Źrebak – Der Colt
- 30. Wielki Mecz – Das große Spiel
- 31. Bocian – Der Storch
- 32. Przyjaciele Bobrów – Biberfreunde
- 33. Wycieczka Kajakiem – Die Kanufahrt
- 34. Tajemniczy Plan – Mysteriöser Plan
- 35. Fotoreporter – Fotoreporter
- 36. Zawody Latawców – Das Drachenrennen
- 37. Wagary – Blaumachen
- 38. Sarenka – Der Hirsch
- 39. Harcerska Warta – Eines Spähers Wache
- 40. Muzykanci – Die Musiker
- 41. Wakacje Nad Morzem – Ferien zur See
- 42. Mali Ogrodnicy – Die kleinen Gärtner
- 43. Zmylony Trop – Die falsche Fährte
- 44. Kowboj i Indianie – Cowboy und Indianer
- 45. Zabawa w Chowanego – Verstecken
- 46. Wakacyjne Szlaki – Die Urlaubsreisen
- 47. Wędrowny Cyrk – Der Reisezirkus
- 48. Wiosenne Porządki – Frühjahrsputz
- 49. Pocztowy Gołąb – Die Brieftaube
- 50. Lotnia – Der Schlitten
- 51. Morska Wyprawa – Die Seeexpedition
- 52. Prima Aprilis – Erster April
- 53. Wiosenna Burza – Der Frühlingssturm
- 54. Byczek – Der Stier
- 55. Cygański Wóz – Der Zigeunerwagen
- 56. Imieniny Mamy – Mamas Namenstag
- 57. Czarna Bandera – Die schwarze Flagge
- 58. Poduszkowiec – Das Luftkissenboot
- 59. Wycieczka z Robotem – Reise mit einem Roboter
- 60. Lolek Lunatyk – Lolek der Schlafwandler
- 61. Lotnicza Przygoda – Ein Flugabenteuer
- 62. Zaginął Piesek – Der verlorene Hund
- 63. Chrzest Na Równiku – Taufe am Äquator

#### Bolek i Lolek na Dzikim Zachodzie
– Lolek und Bolek im Wilden Westen (7 Episoden) – 1972
- 01. Obrońcy Prawa – Die Gesetzeshüter
- 02. Postrach Teksasu – Der Texasschreck
- 03. Pościg – Die Verfolgung
- 04. Porwany Ekspress – Der entführte Expresszug
- 05. Koniokrad – Der Pferdedieb
- 06. Indiański Bożek – Der Indianergott
- 07. Tropiciele – Die Spurensucher

#### Zabawy Bolka i Lolka
– Spass und Spiele mit Lolek und Bolek (7 Episoden) – 1975–1976
- 01. Gokarty – Die Go-Karts
- 02. Niezwykłe Odkrycie – Eine außergewöhnliche Entdeckung
- 03. Maszeruje Wojsko – Beim Militär
- 04. Mali Filmowcy – Die kleinen Filmemacher
- 05. Niefortunne Niańki – Die tollpatschigen Babysitter
- 06. Opiekunowie Zwierząt – Die Tierpfleger
- 07. Czarna Dama – Die schwarze Dame

#### Wielka podróż Bolka i Lolka
– Die große Reise von Lolek und Bolek (15 Episoden) – 1978
- 01. Testament Fileasa Foga – Der letzte Wille des Fileas Fog
- 02. W Londynie – In London
- 03. Pechowy Statek – Das verhexte Schiff
- 04. Wioska 40 Rozbójników – Das Dorf der vierzig Banditen
- 05. Małpi Król – Der Affenkönig
- 06. Syn Wodza Mbu-Bu – Der Sohn des Chef-Mbu-Bu
- 07. Podróż Na Słoniu – Ausflug auf einem Elefanten
- 08. Tajemnicza Świątynia – Der mysteriöse Tempel
- 09. W Służbie Buddy – In Diensten des Buddha
- 10. Ptak Śmierci – Der Vogel des Todes
- 11. W Głębinach Oceanu – In den Tiefen des Ozeans
- 12. Rajska Wyspa – Paradiesinsel
- 13. Dziki Zachód – Der wilde Westen
- 14. Powrót – Die Rückkehr
- 15. Wyspa Bolka i Lolka – Die Bolek-und-Lolek-Insel

#### Bolek i Lolek wśród górników
– Lolek und Bolek bei den Bergleuten (7 Episoden) – 1980
- 01. Wuj Karlik – Onkel Karlik
- 02. Zielona Hałda – Die grüne Halde
- 03. Skarbnik – Der Schatzgeist
- 04. Barbórka – Das Bergmannsfest
- 05. Pasowanie Na Górnika – Die Bergmannstaufe
- 06. W Starej Kopalni – Im alten Bergwerk
- 07. Czarne Złoto – Schwarzes Gold

#### Olimpiada Bolka i Lolka
– Lolek und Bolek bei der Olympiade (13 Episoden) – 1983–1984
- 01. Tor Przeszkód – Hindernislauf – Tempo, Tempo
- 02. Żółty Czepek – Schwimmen – Wenn Wasser keine Balken hat
- 03. Zawody Łucznicze – Bogenschießen – Mit Pfeil und Bogen
- 04. Judo – Judo – Der gelbe Gürtel
- 05. Gol – Fußball – Übung macht den Meister
- 06. Żeglarstwo – Segeln – Das Ding mit Pfiff
- 07. Narciarstwo – Skilaufen – Ein Bärendienst
- 08. Skok w Dal – Weitsprung – Sei kein Frosch
- 09. Pojedynek – Fechten – Ohne Fleiß kein Preis
- 10. Kolarstwo – Radfahren – Rund ist das Rad
- 11. Siatkówka – Volleyball – Klein, aber oho
- 12. Igrzyska – Olympische Spiele – Träume sind Schäume
- 13. Nim Zapłonie Znicz – Olympisches Feuer

#### Bolek i Lolek w Europie
– Lolek und Bolek in Europa (5 Episoden) – 1983–1986
- 01. Duch Zamku Lorda MacIntosha – Der Geist von Lord MacIntoshs Burg
- 02. W Królestwie Posejdona – In Poseidons Königreich
- 03. W Hiszpanii – In Spanien
- 04. Wyścig Renów – Das Rentierrennen
- 05. Pod Kraterem – Unter dem Krater

### Filme
Spielfilme
- Wielka podróż Bolka i Lolka – Die große Reise von Bolek und Lolek (basiert auf der 15-teiligen Serie) – 1977
- Kawaler Orderu Uśmiechu – Knight of the Order of Smile (Fortsetzung für Die große Reise) – 1979
- Bolek i Lolek na Dzikim Zachodzie – Bolek und Lolek im Wilden Westen – 1986
- Kosmiczna podróż Bolka i Lolka – Die Weltraumreise von Bolek und Lolek (Rückkehr in 3D) – 2011

Filme aus Episoden
- Bajki Bolka i Lolka – Märchen mit Bolek und Lolek – 1986
- Sposób na wakacje Bolka i Lolka – Bolek und Loleks Ferien – 1987

Bildungsfilme
- Szerokiej drogi – Have a good journey – 1976
- Gdy zapłonie choinka – When you lit the tree – 1977
- Wystarczy iskierka – Just a spark – 1977
- Zabawa z zapałkami – Playing with matches – 1977
- Feralny dzień – Unfortunate day – 1978
- Jutro będzie lepiej – Tomorrow will be better – 1978
- Na strażackim poligonie – The fireman training ground – 1978
- Z ogniem nie ma żartów – Don't play with the fire – 1978
- Na drodze – On the road – 1980

## Verweise